# Manzana reineta

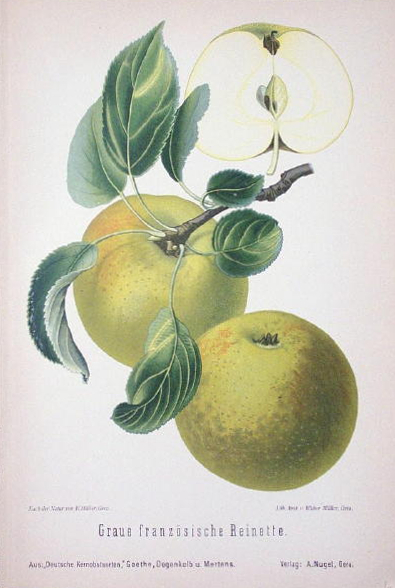
Reineta gris francesa en Rudolf Goethe, Aepfel und Birnen, 1894.

Reineta es el nombre dado a un grupo de variedades de manzana, descritas por primera vez en Francia y caracterizadas por un tamaño más bien grande, una forma redondeada y algo achatada, con un intenso sabor agridulce y piel verdosa o amarilla con motas.

## Características
La pulpa, de color blanco, tiene un sabor agridulce. La pulpa suele tornarse a marrón fácilmente por el alto contenido férreo que poseen algunas variedades, pero permanece blanca más tiempo si es de tipo ácida. La pulpa tiene una consistencia algo harinosa aunque firme.
Tiene una larga longevidad una vez recogida y no suele echarse a perder, sino que su piel se arruga y se seca bien sin perder sabor, más bien este tiende a concentrarse e intensificarse. La piel suele ser verde o amarilla y con motas o manchas marrones, rojizas o azuladas.

## Historia
La primera mención de la variedad reineta que se conoce fue hecha por Charles Estienne, escritor y médico francés, en
1540:

Casi al mismo tiempo que las manzanas Râteau maduran las llamadas Renetia o, en lengua vulgar, De renette, pero estas no son de carne tan firme y tienen un gusto aún más agradable.

Esta cita se refiere a la reineta blanca, considerada por los expertos como la variedad originaria de todas las reinetas. Un siglo más tarde, el botánico Duhamel du Monceau describió doce tipos de reinetas. En el siglo XIX se contaban más de 80 variedades.

## Etimología
Existen dos teorías sobre el origen de la palabra 'reineta':
- de reinette ou rainette en francés, atestiguado como tal en 1680, y como pomme de renette ya en el año 1535; derivado de reine, 'reina',[4] aludiendo a su supuesta condición de "reina de las manzanas";
- o bien de rainette, acepción de 1425 —o ranette en el siglo XIV—, diminutivo del antiguo Francés raine, 'rana'; por el color verdoso de cierta variedades, parecido al color de la piel de estos anfibios, o por sus pieles igualmente rugosas.[4] Su derivado/diminutivo rānuncŭlus, -i, es origen de la palabra francesa actual grenouille, rana.[5][6] Sin embargo, en francés actual, todavía se utiliza rainette para designar a la ranita de San Antonio y, en general, a las ranas arborícolas del género Hyla.

## Variedades

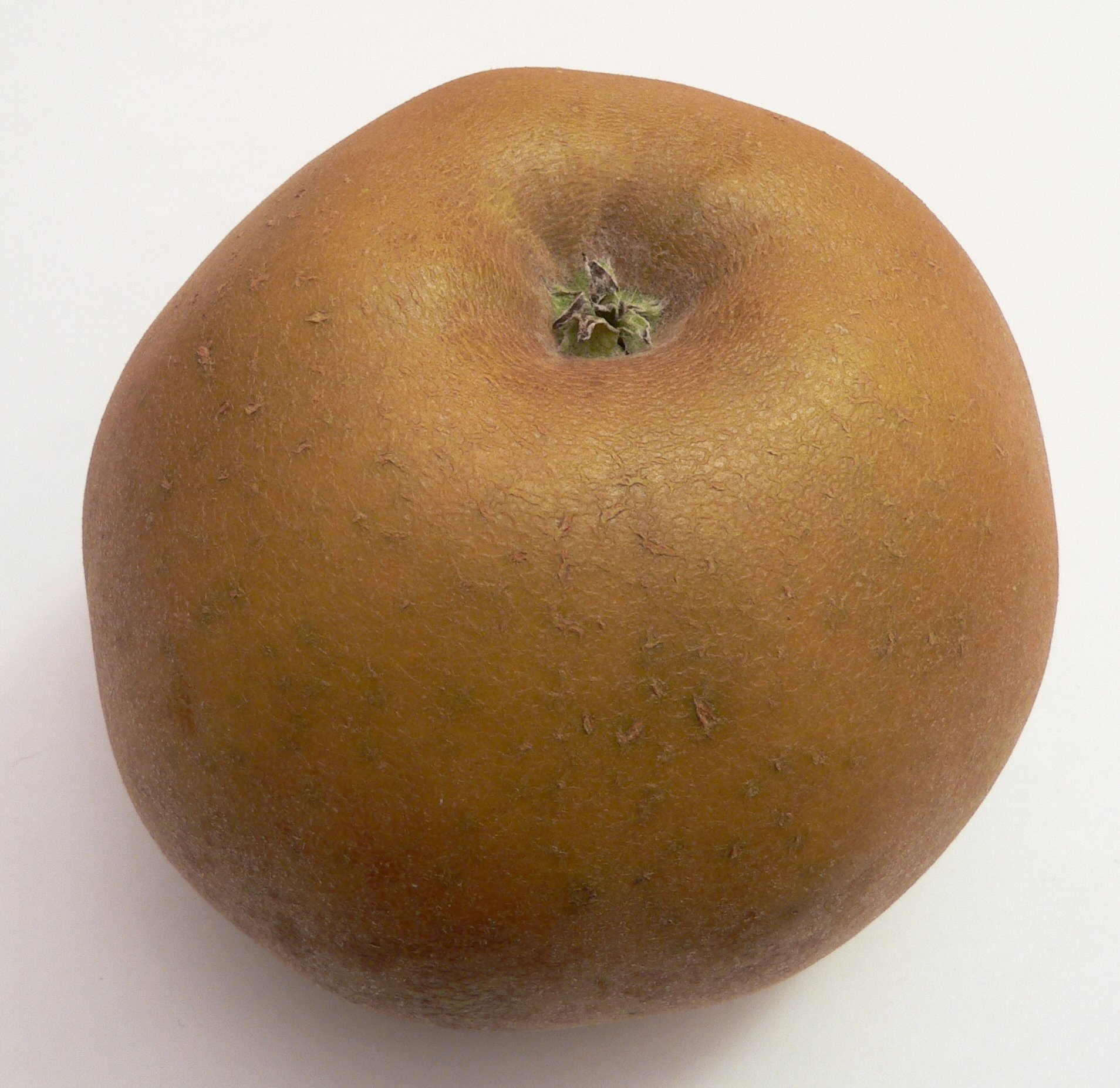
Reineta gris de Canadá, una de las variedades más abundantes

La variedad más común es la reineta del Canadá, que a pesar de su nombre, procede de Francia. Se encuentra en dos subvariedades, reineta blanca y reineta gris. Ambas son achatadas, de peciolo corto, con pulpa firme, de color claro y valores medios de acidez y dulzura. Estas variedades cuentan con denominación de origen en El Bierzo.
Otras variedades corrientes son:
- Reineta roja del Canadá, parecida a la reineta del Canadá, pero con un color de piel amarillento con una capa rojiza.
- Reineta Russet, de color amarillo-marrón con bandas rojas y motas muy marcadas
- Reineta Zabergau, procedente de Alemania, de forma muy alargada, color marrón rojizo y pulpa blanca